# 涂长望
涂长望（1906年10月28日—1962年6月9日），男，湖北汉口人，中国气象学家，中国近代气象科学的奠基人之一，九三学社的组织者之一，中国科学工作者协会的发起人之一。

## 生平
1929年毕业于沪江大学。1932年获英国伦敦大学帝国理工学院硕士学位。中华人民共和国成立后，参加中国共产党，受命筹建中央人民政府人民革命军事委员会气象局并担任首任局长，后又任由其改制而成的中央气象局首任局长，负责组建全国气象工作。1955年选聘为中国科学院学部委员。
他开创了中国长期天气预报的研究工作，首先提出研究中国长期预报应该从全世界天气出发，研究大气活动中心、大气浪动及海洋环流与温度、降水的关系；又在竺可桢气候划分的基础上，更细致地划分了中国的气候区域。为中国气象事业的发展做出了重要贡献。